# Gambijský dalasi
Gambijský dalasi je zákonným platidlem Gambie. Jeho ISO 4217 kód je GMD. Jedna setina dalasi se nazývá butut. Dalasi byl uveden do oběhu v roce 1971, kdy nahradil gambijskou libru v poměru 1 libra = 5 dalasi, tj. 1 dalasi = 0,2 libry = 4 šilinky.

## Mince

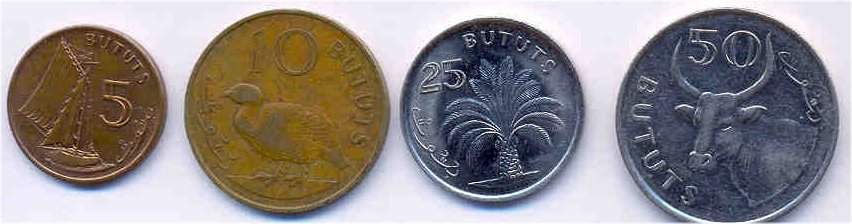
Mince 5, 10, 25, 50 bututů

V roce 1971 byly uvedeny do oběhu mince v hodnotách 1, 5, 10, 25 a 50 bututů a 1 dalasi. Mince 1 a 5 bututů byly vyraženy z bronzu, 10 bututů byla mosazná a mince 25, 50 bututů a 1 dalasi byly ze slitiny mědi a niklu (alpaka). Revers tří vyšších nominálů byl převzat z odpovídajících nominálů předchozí měny (1, 2 a 4 šilinky), revers tří nižších nominálů pochází z mincí 6, 1 a 3 pence. Na všech mincích je zobrazen bývalý prezident Dawda Jawara.
Nová mince 1 dalasi uvedená do oběhu v roce 1987 byla inspirována britskou padesátipencí. Nahradila větší kulatou minci, která nikdy nebyla tak rozšířena jako nižší nominály.
V roce 1998 byla vydána nová série mincí, z aversu zmizela podobizna prezidenta a nahradil ji státní znak. Avšak starší mince s prezidentem Jawarou zůstaly v oběhu. Jen mince 1 dalasi byla zmenšena a byla snížena hmotnost, ostatní zůstaly beze změny. Dosud jsou v oběhu mince 25 a 50 bututů a 1 dalasi z roku 1998, ostatní od té doby kvůli nízké hodnotě vymizely.

## Bankovky
Bankovky obíhají v nominálech 5, 10, 25, 50 a 100 dalasi. Bankovky 1 dalasi byly vytištěny v letech 1971 a 1987. Stále platné bankovky byly poprvé vydány 27. července 1996, reprint přišel v roce 2001. Centrální banka uvedla 27. července 2006 do oběhu novou sérii podobnou té dosavadní, avšak vylepšením vzhledu, tloušťky papíru a bezpečnostních prvků. Nejvýraznější změnou bylo odstranění bílých okrajů bankovek. Kromě toho byly bankovky 5 a 10 dalasi potaženy vrstvou speciálního laku k prodloužení doby oběhu. Navíc byly posíleny bezpečnostní prvky bankovky 100 dalasi vložením stříbrného pásku.
Centrální banka uvedla 15. dubna 2015 do oběhu dva nové nominály, 20 dalasi, která nahradí bankovku 25 dalasi, a 200 dalasi. Na všech bankovkách je zobrazen bývalý gambijský prezident Yahya Jammeh.
Reprint bankovek vydaných v letech 2006–13 měl být vydán v únoru 2018, měl však obsahovat novou kombinaci podpisů. Změna vzhledu se jevila jako dočasné opatření a záminka k náhradě bankovek s portrétem bývalého gambijského prezidenta Yahyji Jammeha, které budou staženy z oběhu. Do konce roku 2018 měla být vydána zcela nová série s novými ochrannými prvky.

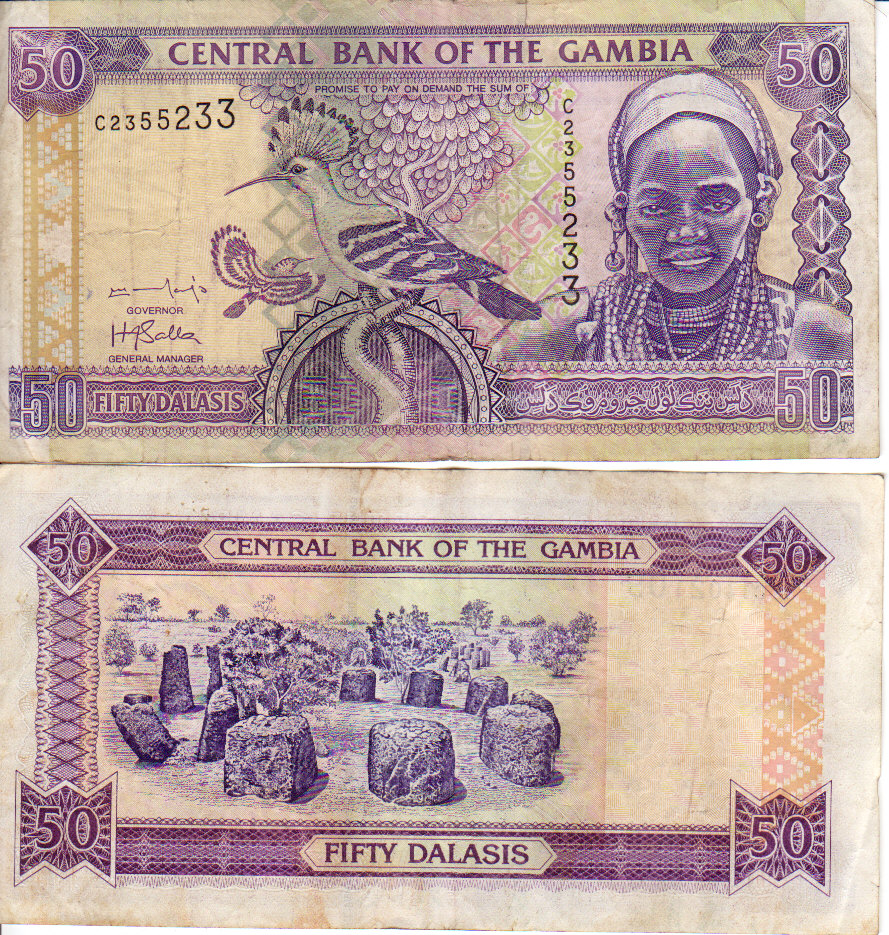
50 dalasi